# مهر أباد (الريف الشرقي)
مهر أباد (بالفارسية: مهرآباد) هي منطقة سكنية تقع في إيران في قسم الريف الشرقي الريفي.